# 말키야 클럽
말키야 클럽(아랍어: نادي المالكية)은 말키야를 연고로 하는 바레인의 축구단이다. 현재 바레인 2부 리그에 참가하고 있다.

## 우승
- 바레인 프리미어리그: 2017

## 선수 명단

### 현역
참고: FIFA 자격 규정에 따라 소속된 국가대표팀 국기를 표시합니다. 선수는 복수의 FIFA 비회원국 국적을 가지고 있을 수 있습니다.
| 번호 | 포지션 | 국적   | 이름          |
| ---- | ------ | ------ | ------------- |
| 8    | MF     | 예멘   | 나와프 압둘라 |
| 11   | FW     | 시리아 | 에스라 아메르 |

| 번호 | 포지션 | 국적 | 이름 |
| ---- | ------ | ---- | ---- |

### 역대
틀:말키야 클럽 선수 명단